# Kosmos 2
Kosmos 2, em russo Ко́смос 2 
(Cosmos 2), ocasionalmente chamado no ocidente de Sputnik 12, foi o segundo satélite da série Kosmos.
O objetivo desse satélite era duplo: uma demonstração de superioridade tecnológica e como parte do programa de desenvolvimento de sistemas para a plataforma de satélite MS, gravar dados sobre raios cósmicos e radiação.
Ele foi lançado por um foguete Kosmos-2I (63S1 - 5LK), sendo o quarto voo deste foguete, e o segundo a atingir a órbita pretendida com sucesso.
O Kosmos 2, foi um satélite construído sobre a plataforma 1MS, o primeiro de dois desse modelo que seriam lançados.